# Tonotopie
 (octobre 2012).
Si vous disposez d'ouvrages ou d'articles de référence ou si vous connaissez des sites web de qualité traitant du thème abordé ici, merci de compléter l'article en donnant les références utiles à sa vérifiabilité et en les liant à la section « Notes et références ».
La tonotopie correspond à l'organisation de la perception des sons au niveau de la membrane basilaire de la cochlée, incluant une représentation du spectre auditif tout au long du conduit cochléaire selon la fréquence d'une onde sonore (stimulus auditif dans ce cas).

## Principes physiques
Les vibrations dues à l'arrivée d'une onde sonore vont se propager plus ou moins loin dans la membrane au niveau de la base de la cochlée - fine et rigide, vers l'apex - large et souple.
Les sons de haute fréquence produisent une vibration de forte intensité à la base en perdant alors beaucoup d'énergie et vont donc parcourir une faible distance.
Les sons de basse fréquence produisent une onde qui va se propager jusqu'à l'apex avant que toute l'énergie ne soit perdue.
En somme cela correspond à la capacité de sélectionner un type de fréquence selon la propriété du milieu. C'est la tonotopie passive.

## Phénomènes biologiques
Les cellules ciliées de la cochlée possèdent des stéréocils qui baignent dans l'endolymphe et leur partie basolatérale dans la périlymphe.
L'endolymphe est un milieu riche en K+ et la périlymphe riche en Ca2+. Lors de l'augmentation de tension des cils lors d'une vibration, il y a ouverture mécanique des canaux ioniques engendrant l'entrée de K+ par l'apex des stéréocils. Ces cellules sont les seules cellules dont la dépolarisation est liée à l'entrée de K+. Il y a ensuite activation des canaux calcique et potassique au niveau de la basale établissant la sortie du potassium et l'entrée de calcium. C'est l'entrée du calcium à ce moment qui crée la dépolarisation.
Or dans la membrane des cellules ciliées externes se trouve une protéine transmembranaire, la prestine.
Cette protéine peut fixer les anions et tout particulièrement l'ion chlorure. Lorsque le potassium entre dans la cellule, les ions chlorure quittent la prestine (les ion chlorure ont plus d'affinité avec les ions potassique qu'avec la prestine). Cette migration induit une réduction de la taille de la prestine et, de surcroît, une réduction de la taille de la membrane de la cellule ciliée. 
En même temps la cellule se dépolarise et les ions chlorure retournent dans la prestine. La cellule reprend sa forme en faisant bouger la membrane basilaire à laquelle elle est attachée. Ces mouvements sont donc transmis aux autres cellules ciliées aussi rattachées à la membrane basilaire, qui vont donc être dépolarisées à leur tour.

## Tonotopie active
La « tonotopie active » est la capacité d'amplifier un signal sonore, d'autant plus élevé que les cils sont longs. Les cils les plus longs étant dans la partie apicale de la cochlée, alors ce sont les basses fréquences qui seront plus amplifiées.  